# Résolution 1197 du Conseil de sécurité des Nations unies
Membres permanents
- Chine
- États-Unis
- France
- Royaume-Uni
- Russie

Membres non permanents
- Bahrain
- Brésil
- Costa Rica
- Gabon
- Gambie
- Japon
- Kenya
- Portugal
- Slovénie
- Suède

Résolution no 1196 Résolution no 1198
La résolution 1197 du Conseil de sécurité des Nations unies est adoptée à l'unanimité le 18 septembre 1998. Après avoir réaffirmé sa responsabilité première dans le maintien de la paix et de la sécurité internationales, le Conseil s'y penche sur ses efforts de coopération avec l'Organisation de l'unité africaine (OUA).
La résolution est votée le 18 septembre 1998. 15 pays votent pour - les 5 membres permanents, ainsi que les membres non-permanents qui étaient le Bahreïn, le Brésil, le Costa Rica, le Gabon, la Gambie, le Japon, le Kenya, le Portugal, la Slovénie et la Suède - et il n'y a ni abstention ni vote contre.